# Récession (économie)
Pour les articles homonymes, voir Récession.
Ne doit pas être confondu avec contraction (économie).
La récession est un ralentissement de la croissance économique à l’échelle macroéconomique. Une crise économique est souvent suivie d’une récession.
On considère généralement qu’il y a récession lorsque le produit intérieur brut baisse sur au moins deux trimestres consécutifs. La définition exacte varie selon les pays. En France et au Royaume-Uni, ce sont des institutions publiques (l'Institut national de la statistique et des études économiques et le Trésor de Sa Majesté) qui sont chargées de l'estimation de la récession. Aux États-Unis, c'est un institut de recherche privé, le National Bureau of Economic Research.
La récession se distingue de la dépression, qui est une chute importante et durable de l'activité.

## Définitions

### Décélération de la croissance
On appelle en général récession une contraction de l'activité économique. Le terme a toutefois plusieurs acceptions. Au sens large, retenu par le dictionnaire économique d'Alain Beitone, il s'agit du ralentissement du rythme de la croissance économique, sans qu'il y ait nécessairement de recul du PIB. Ce sens proviendrait d'un anglicisme, recession pouvant signifier en anglais une décélération de la croissance.

### Chute du PIB sur deux trimestres consécutifs
Au sens plus strict, la récession est une chute du produit intérieur brut. Cette définition est celle qui est le plus souvent utilisée par les instituts chargés des prévisions et des estimations de croissance. L'INSEE définit la récession comme une « période de recul temporaire de l'activité économique d'un pays. Le plus souvent, on parle de récession si l'on observe un recul du Produit Intérieur Brut (PIB) sur au moins deux trimestres consécutifs ». Le recul du PIB sur deux trimestres consécutifs est la définition que l'INSEE utilise dans ses travaux de recherche, et qu'elle communique aux médias,.
Cette définition est acceptée par l'État français, qui écrit sur Vie-publique.fr qu'« en France, selon l’Institut national de la statistique et des études économiques […] la récession correspond à une chute du produit intérieur brut […] Plus précisément, un pays entre officiellement en récession lorsqu'il connaît un taux de croissance négatif du PIB au moins deux trimestres consécutifs ». Cette définition publique est utilisée dans les manuels d'économie standard, comme par exemple l'Introduction à la politique économique de Jacques Généreux, et dans les grandes sommes d'économie, comme Le Capitalisme et ses rythmes de Pierre Dockès.

### Définition par l'écart de production
Pour l'Organisation de coopération et de développement économiques (OCDE), une récession est une période d'au moins deux ans pendant laquelle l'écart de production cumulé atteint au moins 2 % du produit intérieur brut (PIB) et la production devient inférieure d'au moins 1 % à la production potentielle durant une année au moins.
Lors d'une récession, la croissance devient inférieure à la croissance potentielle et l'écart de production augmente ; le phénomène inverse est une expansion.

## Signes avant-coureurs

### Inversion de la courbe des taux
La courbe des taux désigne la courbe qui représente graphiquement les taux d'intérêt sur les obligations publiques selon leur maturité. La courbe des taux est généralement croissante : plus l’État s'endette à long terme, plus le taux d'intérêt est élevé, du fait du risque supérieur encouru, du sacrifice consenti par le prêteur, et de l'inflation. Or, dans les mois qui précèdent une récession, on observe généralement une inversion de la courbe : les taux de long terme deviennent plus faibles car les investisseurs, sentant que l'économie va entrer en récession, vendent leurs obligations de court terme, ce qui réduit leur prix, et donc fait augmenter leur taux d'intérêt, car ce dernier évolue de manière inverse au prix de l'obligation ; ils placent leur argent dans des actifs financiers de plus long terme, achètent des titres de dette à 10 ans ou plus, ce qui augmente leur valeur et réduit leur taux. La courbe des taux devient alors décroissante.
Une étude menée par la Direction de la Prévision du ministère de l'Économie et des Finances aboutit à la conclusion que la courbe des taux permet de prédire l'évolution du PIB sur un horizon de 18 mois. La courbe des taux s'est par exemple inversée dans les mois qui précèdent la crise économique mondiale de 2008.

### Évolution des cours boursiers
Une baisse des cours de la bourse peut préfigurer une récession, du fait des conséquences de la baisse des cours sur la richesse privée et la valeur des entreprises. Une étude d'Estrella et Mishkin en 1998, puis de Nybert en 2010, tendent à montrer que l'évolution des cours boursiers peut permettre de prévoir les récessions. Toutefois, si la baisse des cours est souvent concomitante d'une récession, elle ne permet pas de les prédire à coup sûr. Comme l'écrit Paul Samuelson en 1966, « la bourse a prédit cinq des neuf dernières récessions ».

### Augmentation des prix de l'immobilier
L'augmentation rapide des prix de l'immobilier est un signe avant-coureur d'une récession, notamment lorsque cette hausse a lieu dans plusieurs grandes économies. Cette hypothèse a été confirmée par un travail empirique d'Hermansen et Röhn en 2017.

### Difficultés d'anticipation
L'anticipation des récessions est rendue compliquée par la multiplicité des facteurs à prendre en compte, par les aléas de la conjoncture, ainsi que par les limites des données disponibles. Dans une étude de 2018, Prakash Loungani, Zidong An et Joao Tovar Jalles du Fonds monétaire international montrent que si les économistes réussissent généralement à anticiper une récession dans l'année qui la précède, ils mésestiment la plupart du temps, et de beaucoup, l'amplitude.

## Causes

### Crises économiques
Une récession peut avoir lieu après une crise économique. Une crise désigne un phénomène brutal, intense et rapide, qui sape une partie ou toutes les bases de la croissance du pays. Les crises peuvent être d'origine bancaire (crise bancaire), financière (crise financière), ou encore être due à une mise à l'arrêt de l'activité économique à cause d'une pandémie.

### Chute de la demande
Une récession peut être causée par une chute de la demande. On peut alors parler d'un choc de demande. La contraction de la demande réduit les dépenses effectuées dans l'économie. En retour, cela crée une chute de l'offre, car les entrepreneurs ajustent leur production selon les prévisions de consommation.

### Chute de l'offre
Une récession peut être causée par une chute de l'offre. On parle alors d'un choc d'offre. Les entreprises peuvent être amenées à réduire leur offre pour différentes raisons. Une augmentation du coût du travail empêche de produire autant qu'avant l'augmentation du coût pour le même budget de production. Une chute de l'offre peut aussi être due à l'effet d'une hausse du cours des matières premières nécessaires à la production.

### Récession de bilan
Une récession de bilan est une récession économique due aux comportements des ménages et des entreprises qui consacrent leurs revenus ou leurs profits à un désendettement, c'est-à-dire à un assainissement de leur bilan comptable. Une telle situation a lieu dans une économie surendettée.

### Cycle économique
Une récession (voire une contraction) peut s'inscrire dans une variation cyclique de la production. Ces cycles peuvent être dus au cycle des affaires ou encore des stocks des entreprises. On connaît notamment :
- de 50 ans selon la théorie des cycles longs de Nikolai Kondratieff ;
- de 6 à 10 ans selon la théorie du cycle des affaires de Clément Juglar ;
- de 40 mois selon la théorie des cycles courts de Joseph Kitchin.

## Effets

### Augmentation des dépenses publiques
Les crises économiques sont généralement marquées par une hausse des dépenses publiques. Cela peut être dû ou bien à l'activation des stabilisateurs automatiques (mécanismes automatiques qui compensent les phases de creux d'activité), ou bien à la mise en œuvre de politiques conjoncturelles (voir Mécanismes de sortie de récession).

### Diminution des recettes publiques
Les récessions sont marquées par une chute des recettes publiques. Les agents économiques travaillant moins du fait de la hausse du chômage, et l'offre et la demande baissant, la puissance publique dispose d'une base imposable plus faible.

### Augmentation du déficit et de la dette publique
Lors d'une récession, les recettes publiques diminuent plus rapidement que les dépenses publiques. Cela entraîne généralement un creusement du déficit public et ainsi une augmentation de la dette publique.

### Perte de confiance
Les récessions sont généralement marquées par une baisse de la confiance dans l'économie. Les entrepreneurs sont moins optimistes quant à leur capacité à écouler leur production ou à générer du profit, et les ménages sont plus pessimistes quant aux perspectives d'embauche ou d'augmentation de leur pouvoir d'achat. Ces pertes de confiance modifient le comportement des agents : les investisseurs sont moins disposés à investir, et les ménages le sont moins à consommer.
Du fait de l'importance du facteur psychologique dans les récessions, l'INSEE a fait de la confiance des ménages l'un des indicateurs de son tableau de bord de la conjoncture économique.

### Trappe à liquidité
Une économie en récession, notamment lorsque la récession dure, peut tomber dans une trappe à liquidité. Dans une telle situation, même si les autorités budgétaires et monétaires s'allient pour faire chuter les taux d'intérêt de l'économie (un taux d'intérêt faible stimulant normalement la croissance), cela n'a plus aucun effet sur l'économie, ou un effet faible. Cela est dû au fait que, lorsque les taux d'intérêt et la confiance sont faibles, les ménages préfèrent détenir de la monnaie plutôt que d'acheter des obligations.

### Augmentation du chômage
En tant qu'elle est un ralentissement de l'activité économique, la récession incite les entreprises à licencier des salariés. Cela est d'autant plus vrai que la demande adressée aux entreprises a baissé. Les récessions sont ainsi souvent marquées par une augmentation du chômage. Le chômage décroît en sortie de récession, mais il baisse souvent plus lentement qu'il n'a augmenté.

### Déflation
Les récessions sont souvent marquées par une déflation, c'est-à-dire par une baisse généralisée et auto-entretenue du niveau des prix. La déflation est généralement due à la baisse des salaires, et la diminution de la consommation.
Cela n'est toutefois pas systématique : dans certains rares cas, une récession s'accompagne de tensions inflationnistes (déclinflation).

## Mécanismes de sortie de récession

### Mécanismes auto-stabilisateurs
Certains mécanismes automatiques permettent de stabiliser l'économie d'un pays et de la relance lors d'une récession. Le déficit budgétaire qui se forme a pour effet d'atténuer la récession : l’État, laissant filer les déficits publics, relance automatiquement l'économie. Aussi, les récessions voient généralement une contraction de la demande intérieure (la consommation), ce qui freine les importations et permet un excédent commercial, qui tire l'économie vers le haut.

### Mécanismes auto-régulateurs
Au-delà d'une stabilisation de la conjoncture, certains mécanismes automatiques permettent de réguler la conjoncture afin de faire redémarrer l'économie. Un recul de la demande peut être temporaire dans le cas où, la demande chutant, l'offre baisse aussi, ce qui entraîne du chômage, et donc une baisse des salaires. Un recul de l'offre est compensé lorsque, la production chutant et les licenciements augmentant, les salaires baissent à leur tour, ce qui réduit le coût de production et donc augmente les profits à nouveau.

### Politiques budgétaires
Afin de précipiter la fin d'une récession, l’État peut mettre en place une politique budgétaire. Ces politiques économiques consistent en une augmentation des dépenses publiques afin de stimuler la consommation (politique de relance par la consommation), ou bien l'investissement. Dans le cas d'une politique de l'offre, l’État peut soutenir les entreprises afin de garantir leur production. Pour que la politique ait un effet, elle doit aller contre le sens du cycle, c'est-à-dire être expansive quand la croissance contractive : on parle alors de politique budgétaire contracyclique.

### Politiques monétaires
La banque centrale, ou l'autorité monétaire, peut mettre en place une politique monétaire qui soit contracyclique afin de stimuler la croissance et ainsi de sortir de la phase de récession. Une politique monétaire peut alors être conventionnelle (la banque centrale joue sur les taux directeurs), ou bien non conventionnelle (elle utilise des outils plus récents, ou réutilise d'anciens outils de manière inhabituelle).

## Évolution

### Reprises en V, en W, en U ou en racine carrée inversée
La sortie d'une récession peut prendre plusieurs formes, d'un point de vue graphique, selon l'intensité de la reprise et sa temporalité. Une chute du PIB ou du taux de croissance, suivie d'une augmentation de la croissance aussi forte, est appelée une reprise en V. Dans une telle situation, l'économie atteint assez rapidement son ancien pic de production.
Certaines récessions sont toutefois marquées par une reprise momentanée, qui, pour une raison endogène ou exogène, ne dure pas. Alors, l'économie rechute avant croître à nouveau. Il s'agit dans ce cas d'une récession en W.
Une récession en U est une récession dont ou bien la chute est plus douce (il faut beaucoup de temps avant d'atteindre le creux de la récession), ou bien une récession qui dure longtemps au niveau du creux.
Une récession en racine carrée inversée, enfin, est une récession qui se traduit par une augmentation de la croissance une fois le creux passé, sans que la croissance soit suffisante pour atteindre l'ancien niveau de PIB. Dans ce cas, l'économie stagne une fois la récession finie, et prend du temps pour atteindre son ancien pic.